# 德列克·理查森
德列克·理查森（英語：Derek Richardson，1976年1月18日—）是美國的一位演員。他出生在紐約州昆斯伯里，是家中五個孩子的長男。

## 外部連結
- 德列克·理查森在互联网电影资料库（IMDb）上的資料（英文）